# 天主教勒芒教區
天主教勒芒教區（拉丁語：Dioecesis Cenomanensis）是法國一個羅馬天主教教區，屬雷恩總教區。
傳統上教區被認為成立於4世紀，首任主教為勒芒的儒利安，而有文獻記載的第一位出現於453年。
教區位於薩爾特省，2004年有教友370,000人（佔轄區總人口69.9%）、113個堂區、237名司鐸。現任教區主教為伊夫·勒叟。